# Saint-Maurice-et-Lanas
Saint-Maurice-et-Lanas est une ancienne commune française, située dans le département de l'Ardèche en région Auvergne-Rhône-Alpes.

## Histoire
La commune a été supprimée en 1846. Sur son territoire ont été créées deux nouvelles communes :
- Lanas
- Saint-Maurice-d'Ardèche

## Administration
| Période | Période | Identité | Étiquette | Qualité |
| ------- | ------- | -------- | --------- | ------- |
|         |         |          |           |         |

## Démographie
| 1793 | 1800 | 1806 | 1821 | 1831 | 1836 | 1841 |
| ---- | ---- | ---- | ---- | ---- | ---- | ---- |
| 520  | 499  | 530  | 547  | 695  | 760  | 749  |

Histogramme

(élaboration graphique par Wikipédia)